# قولنج (فیلم)
قولنج (به هندی: Shool) فیلمی محصول سال ۱۹۹۹ و به کارگردانی ایشوار نیواس است. در این فیلم بازیگرانی همچون مانوج باجپایی، سایاجی شینده، راوینا تاندون، یاشپال شارما، راجپال یاداو، نوازالدین صدیقی و شیلپا شتی ایفای نقش کرده‌اند.